# Худяков, Владимир Валерьянович
Владимир Валерьянович Худяков (род. 24 сентября 1959, посёлок Шумихинский, Гремячинский район, Пермская область, РСФСР, СССР) — советский серийный убийца и насильник. По версии следствия, на протяжении нескольких месяцев 1989 года Худяков совершил как минимум 3 убийства малолетних девочек, сопряженных с изнасилованиями, на территории Пермской области. Он имел необычный фетиш — стимулом для его полового влечения и совершения убийств становились девочки, на волосах которых были банты. Худяков знакомился с девочками, находящимися в возрасте от 5 до 11 лет, которых угощал конфетами и заманивал в свой автомобиль. Своих жертв Худяков отвозил в безлюдную лесистую местность, где подвергал изнасилованию, после чего убивал. Трупы убитых девочек он закапывал в лесу. После ареста Владимир Худяков подозревался в совершении 11 убийств девочек, захоронения трупов которых были обнаружены в лесу. Следствие смогло собрать доказательства вины Худякова  только по трем эпизодам убийств и ряду развратных действий. 8 трупов жертв было обнаружено в состоянии крайней степени разложения, вследствие чего правоохранительные органы не смогли доказать причастность Худякова к совершению этих убийств. Приговором военного суда Приволжского военного округа от 24 января 1994 года Худяков был осужден по совокупности преступлений, предусмотренных ст. 120, 117 ч. 4, 102 п. «е», «и» УК РСФСР, к исключительной мере наказания — смертной казни
.

## Биография

### Жизнь до убийств
Владимир Худяков родился 24 сентября 1959 года в поселке Шумихинский (Пермский край). Уже в детстве Владимир стал проявлять признаки психического расстройства и демонстрировал склонность к гомицидомании. Согласно воспоминаниям родственников Владимира, любимым его увлечением в детстве была ловля мух, бабочек, червяков, которых он затем  медленно убивал различными способами. Сильное травмирующее последствие на его психику оказал случай с одной из его знакомых девочек в юности. Владимир стал свидетелем, как девочка, упав с высоты, зацепилась шарфом и повисла на нем. Шарф затянул петлю на ее шее, вследствие чего она начала задыхаться. Худяков впоследствии заявил, что испытал сексуальное наслаждение от конвульсий девочек, при этом ему понравилось, как на ее голове трепетали бантики. Ребенка в конечном итоге вытащили из петли взрослые люди, оказавшиеся поблизости, но у Худякова с того момента оформился сексуальный фетиш. На протяжении всей последующей жизни он испытывал повышенное половое влечение к девушкам и женщинам, на волосах которых были банты. Окончив школу, в конце 1970-х Худяков был призван в Советскую армию. Отслужив срочную службу, Владимир решил остаться в вооруженных силах. Военную службу Худяков проходил в Приволжском военном округе на территории военного аэродрома, расположенных в городе Пермь. За время службы Худяков характеризовался положительно своими непосредственными руководители и впоследствии получил звание прапорщика. В середине 1980-х Худяков женился. В браке супруга родила двух детей, однако семейная жизнь Владимира Худякова не заладилась, так как он демонстрировал агрессивное поведение по отношению к жене и своим детям. Жена Владимира впоследствии заявляла, что во время агрессии Владимир стремился придушивать ее до момента потери сознания, после чего приводил ее в чувство с помощью битья по  щекам. Детей по словам жены и тестя, Худяков подвешивал над полом, оборачивая вокруг их шеи солдатский ремень, вследствие чего тесть Худякова постоянно вступал с ним в драку, пытаясь защитить дочь и внуков
.

### Серия убийств
Первой жертвой в списке доказанных убийств Худякова стала 7-летняя Лена Мельникова. В день исчезновения она ушла из дома с целью игры в прятки с соседскими детьми, после чего пропала без вести. За неделю до исчезновения, мать Лены по ее настоянию купила ей черный платок с люрексом. Согласно свидетельствам мамы девочки Людмилы Мельниковой, в день исчезновения Лена вышла гулять самостоятельно в первый или второй раз в жизни, и была без присмотра всего около 20 минут. После обращения в милицию, началась поисковая операция и опрос местных жителей.  Одна из местных жительниц заявила, что видела Лену Мельникову в день исчезновения вместе с Владимиром Худяковым, который приходился соседом девочке. После того, как сотрудники правоохранительных органов явились к нему в дом, Худяков вынужденно признался в том, что видел Мельникову в день ее исчезновения и даже разговаривал с ней. Он утверждал, что девочка дружила с его сыновьями и в день исчезновения с другими детьми просила прокатить их на машине. Худяков заявил, что не собирался этого делать, но чтобы не обидеть детей - пошел на хитрость. Он якобы согласился покатать детей при одном условии, что дети спрячутся, а того, кого он найдет первым — прокатит на машине. Согласно свидетельствам Худякова, после того как дети, включая Лену Мельникову разбежались, он уехал и о судьбе пропавшей девочки ничего не знал. Спустя месяц тело школьницы было найдено  в лесу рядом с военным аэродромом, где проходил военную службу Худяков. Мельникова была задушена предположительно ремешком или своим капроновым бантом, который на месте обнаружения трупа найден не был
.
Второй жертвой Худякова стала 7-летняя Наталья, которая пропала в городе Гремячинск. В день исчезновения она решила навестить старшего брата, которым являлся курсантом Пермского авиационного училища. Расследованием занимались сотрудники РОВД Индустриального района Перми. В ходе поисков стало известно, что девочка до брата не дошла. Вскоре в милицию обратились несколько молодых ребят. Они заявили, что в день исчезновения катались на лыжах по кромке леса, который со всех сторон окружал военное училищеи и видели девочку с бантом, торчащим из-под шапки. После этого поиски Наташи активизировались непосредственно на территории, примыкающей к авиационному училищу. Тело ребенка было обнаружено спустя 2 дня после исчезновения в одном из оврагов, на территории леса. Как и Лена Мельникова, 7-летняя Наташа была задушена. Орудием убийства послужил бант, который не был найден на трупе жертвы. В ходе расследования под подозрение следствия попал курсант авиациоонного училища по фамилии Цымбалов, который в день исчезновения Наташи заступил в наряд и патрулировал кромку леса, где было обнаружено тело ребенка. Во время допроса он заявил, что девочку не видел, однако затруднился ответить на вопрос, где он находился во время совершения убийства первой жертвы - Лены Мельниковой.  В ходе проверки выяснилось, что в день исчезновения Мельниковой — Цымбалов отсутствовал на территории училища и находился в увольнение в Перми. Он не смог объяснить, что делал в городе, после чего попал под подозрение и был задержан. Однако, вскоре Цымбалова были вынуждены отпустить, та как в милицию пришла девушка. Она заявила, что является женой одного из начальников военного училища, который был старше ее и много свободного времени проводил на работе, вследствие чего у нее закрутился роман с Цымбаловым. Девушка дала Цымбалову на день исчезновения Лены Мельниковой алиби, заявив что в тот день исчезновения Мельниковой она с Цымбаловым находилась в Перми
.
Третьей жертвой серийного убийцы стала 7-летняя жительница поселка Шумихинский по имени Алсу. За год до исчезновения девочка попала в серьезное дорожно-транспортное происшествие. У нее были сломаны руки, ноги и позвоночник. В ходе лечения, Алсу перенесла много операций, которые дали положительный результат. Она стала восстанавливаться. В день исчезновения девочка дошла до горки, где катались другие дети. Из-за проблем со здоровьем, она не могла кататься, а всего лишь наблюдала за действиями других детей, вследствие чего никто из них впоследствии не мог точно сказать, когда Алсу исчезла. Поиски девочки окончились безрезультатно. Труп ребенка был обнаружен спустя 2 месяца после ее исчезновения. Из-за тяжелой степени разложения тела, судебно-медицинский эксперт не смог установить причину ее смерти.
Через несколько дней Худяков совершил нападение на 7-летнюю Светлану Антипову на территории города Кунгур. Владимир подойдя к девочке и увидев в ее волосах бант, предложил ей покататься на его машине, но она испугалась, отказалась, после чего быстро ушла. Через несколько дней Худяков снова встретил на улице Антипову. На этот раз он подошел к девочке, схватил ее за руку и потащил к машине. Антипова пыталась вырваться. В ходе попытки оказать преступнику сопротивление, девочка поскользнулась на льду, упала и ударилась головой, вследствие чего потеряла сознание. Худяков не сумев привести ребенка в сознание, испугался и уехал. Однако Светлана Антипова вскоре очнулась и вернулась домой, где рассказала родителям о случившемся. Родители девочки обратились в милицию. На основании показаний девочки, был составлен фоторобот преступника и рисунок его автомобиля.

### Арест, следствие и суд
Владимир Худяков очень хорошо соответствовал фотороботу подозреваемого, как и его автомобиль той машине, на которой согласно показаниям Антиповой он передвигался. В связи с этим, милиция решила снова допросить Худякова. Во время допроса, сотрудники милиции решили обыскать машину Худякова. В ходе осмтора салона автомобиля, был найден пакет с конфетами, бумажная кукла и капроновые банты всех убитых девочек, которые Владимир Худяков оставил себе на память в качестве трофеев. Под давлением вещественных доказательств, Худяков вскоре признался в совершении 3 убийств и был арестован 18 октября 1989 года.
После ареста Владимира Худякова, следователи обнаружили в лесном массиве, расположенном около военного авиационного училища захоронения еще 8 трупов малолетних девочек, вследствие чего Худяков подозревался в совершении 11 убийств. 8 трупов жертв было обнаружено в состоянии крайней степени разложения, вследствие чего правоохранительные органы не смогли доказать причастность Худякова к совершению этих убийств и ему в конечном итоге было предъявлено обвинение только по трем эпизодам убийств и ряду развратных действий. Из-за развала СССР открытие суда над Владимиром Худяковым было задержано почти на 5 лет. Так как Худяков являлся военнослужащим, его уголовное дело было передано в военный суд Приволжского военного округа. 24 января 1994 года Владимир Худяков был признан виновным по всем пунктам обвинения, после чего суд приговорил его к исключительной мере наказания — смертной казни. Кроме этого он был лишен воинского звания «прапорщик запаса» и юбилейной медали «70 лет Вооруженных Сил СССР»

.

### В заключении
После суда, Худяков ожидал исполнения смертного приговора более 5 лет. Однако 2 апреля 1999 года на основании Указа Президента Российской Федерации Бориса Ельцина в порядке помилования смертная казнь ему заменена пожизненным лишением свободы, после чего Владимир Худяков был этапирован в исправительную колонию № 2 с особыми условиями хозяйственной деятельности Главного управления Федеральной службы исполнения наказаний по Пермскому краю, более известную как «Белый лебедь». В 2014 году, отбыв в тюремном заключении с момента ареста 25 лет, Худяков подал ходатайство на условно-досрочное освобождение, но ему было отказано. В 2018 году, отбыв в заключении 29 лет, Худяков подал ходатайство в Соликамский городской суд о замене неотбытой части наказания более мягким видом, но ему было отказано, после чего он подал апелляцию на решение Соликамского городского суда. В апелляционной жалобе он ссылаясь на нормы международного права, Конституцию Российской Федерации и Европейскую конвенцию, заявил, что законы Российской Федерации имеют обратную силу, что предполагает смягчение наказания, на основании чего требовал судебное решение отменить, а его ходатайство о замене неотбытой части наказания более мягким видом наказания удовлетворить. Однако пелляционный суд нашел судебное решение Соликамского городского суда законным и обоснованным. Апелляционный суд, принимая решение, учел тот факт, что в соответствии со ст. 80 УК РФ определены условия обращения с ходатайством о замене неотбытой части наказания более мягким видом наказания, в частности, при обращении с ним, осужденный за совершение особо тяжкого преступления должен отбыть не менее 2/3 срока наказания, однако так как Худякову в порядке помилования смертная казнь была заменена пожизненным лишением свободы, то есть к наказанию, не имеющему определенной даты его окончания, то следовательно положения ст.80 УК РФ не могут быть распространены на таких лиц, как Владимир Худяков.
В 2020 году, отбыв в заключении с момента ареста 31 год, Худяков снова подал ходатайство на условно-досрочное освобождение. Он заявил, что в его уголовном деле имеются несоответствие выводов суда фактическим обстоятельствам дела. Утверждал, что суд не в полной мере учел все значимые по делу обстоятельства, дал неправильную оценку данным о его личности. Считал, что суд, сославшись на то, что он не принимает активного участия в досуговых мероприятиях, ранее отказал в удовлетворении ходатайства об условно-досрочном освобождении по основаниям, не предусмотренным законом, при этом оставил без внимания его положительные характеристики по месту учебы, службы и работы до осуждения. Настаивал, что сведения о его поведении за время отбывания наказания, указанные в характеристике исправительного учреждения, не соответствуют действительности, не подтверждены доказательствами, администрация исправительного учреждения относится к нему предвзято. В качестве аргументов для принятия положительного решения по своему ходатайству, Худяков привел следующее: отбытие установленного законом срока наказания необходимого для обращения с ходатайством об условно-досрочном освобождении, трудоустройство швеей, добросовестность, поддержка социальных и родственных связей, возможность проживания совместно с матерью преклонного возраста и необходимость осуществления за ней ухода. Данные обстоятельства он считал достаточными для вывода о том, что он опасности для общества не представляет и в дальнейшем отбывании наказания в виде лишения свободы не нуждается. Однако суд в очередной раз отказал Худякову в условно-досрочном освобождении. Как следовало из материалов, предоставленных администрацией «Белого лебедя», Худяков В.В., отбывая срок наказания в этой исправительной колонии, характеризовался администрацией весьма отрицательно, наказание отбывал в строгих условиях, состоял на профилактическом учете, на меры воспитательного воздействия не реагировал, в досуговых мероприятиях участия не принимал, в общении с другими осужденными допускал создание конфликтных ситуаций, был трудоустроен, однако к труду относился с большой небрежностью, на протяжении всего периода отбывания наказания неоднократно допускал нарушения установленного режима и правил внутреннего распорядка исправительного учреждения, за что 48 раз привлекался к дисциплинарной ответственности, в том числе с водворением в штрафной изолятор, карцер, помещение в одиночную камеру, последнее взыскание, объявленное 14 августа 2020 года являются действующим, имел единственное поощрение, полученное в июне 2001 года. При таких обстоятельствах суд пришел к правильному выводу об отсутствии в настоящее время достаточных данных, свидетельствующих о возможности дальнейшего исправления осужденного путем условно-досрочного освобождения от отбывания лишения свободы. Не согласившись с решением суда, 8 июля 2021 года Худяков подал апелляцию в Пермский краевой суд. Жалоба была рассмотрена на открытом судебном заседании с использованием системы видеоконференц-связи, но в конечном итоге была отклонена и Худяков продолжил отбывать наказание в тюрьме. 

## В массовой культуре
- Документальный фильм «Черный платок» из цикла «Следствие вели» (2016). В фильме фигурирует под именем Вадим Худяков.